# Недялкова, Анжела
Анже́ла Недялкова (род. 2 марта 1991, София) — болгарская актриса, завоевавшая популярность благодаря фильму «Аве».

## Ранние годы
Родилась в Софии. Окончила Национальную высшую школу прикладного искусства «Святой Лука» по специальности «Детские игрушки». Недялкова поступила в Национальную академию театрального и киноискусства в Софии, чтобы изучать режиссуру, но бросила учёбу. 

## Карьера
Дебютировала в эпизодической роли в «Восточных пьесах». Стала известна главной ролью в фильме «Аве» Константина Божанова.
Как DJ была приглашена несколько раз в Болгарии и других странах для участия в мероприятиях электронной музыки. Одна выпущенная песня в сотрудничестве с Климентом Дичевым.

## Фильмография
- Восточные пьесы (2009) — Анжела
- Аве (2011) — Аве
- Шестой день (2013) — подруга Сильвии
- Дорога в Коста-дель-Маресме (2014) — Шелли
- Связи (2015, 2016) — Дара
- Райский номер (2015) — Женя[5]
- T2: Трейнспоттинг (2017) — Вероника
- Ибица (2018) — Кустодия
- Всё закончится здесь (2024) — таинственная женщина